# جوش ديفيس (لاعب كرة قدم أمريكية)
جوش ديفيس (بالإنجليزية: Josh Davis)‏ هو لاعب كرة قدم أمريكية أمريكي، ولد في 11 ديسمبر 1980 في هيكوري في الولايات المتحدة.